# Catedral de Skara
La catedral de Skara (en suec: Skara domkyrka) és una església catedral situada a la ciutat sueca de Skara. És seu del bisbe de l'Església de Suècia a la Diòcesi de Skara. La seva història començà a ser traçada al segle xi, tot i que no començà a ser citada sovint fins al segle xiii. L'Església té una cripta medieval, que va ser trobada el 1949, després d'haver dut a terme excavacions sota les pedres del segle xiii. A la cripta s'hi va trobar una sepultura que contenia un esquelet.
L'església fa 65 metres de llarg, i les torres assoleixen una alçada de 63 metres.

## Galeria

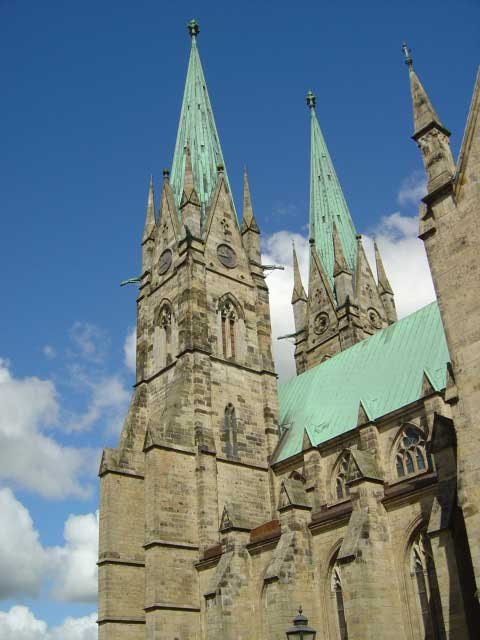
Torres
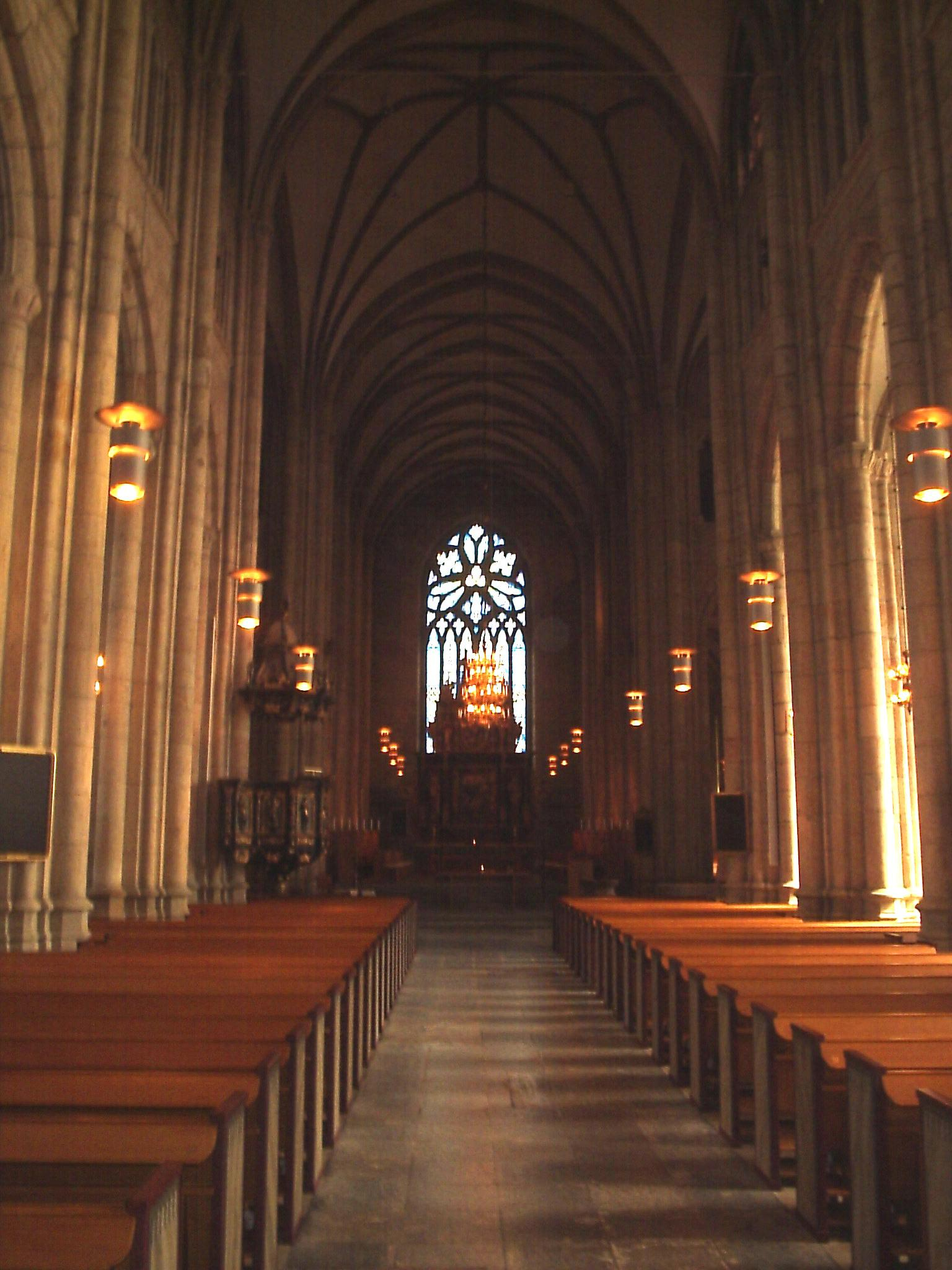
Nau
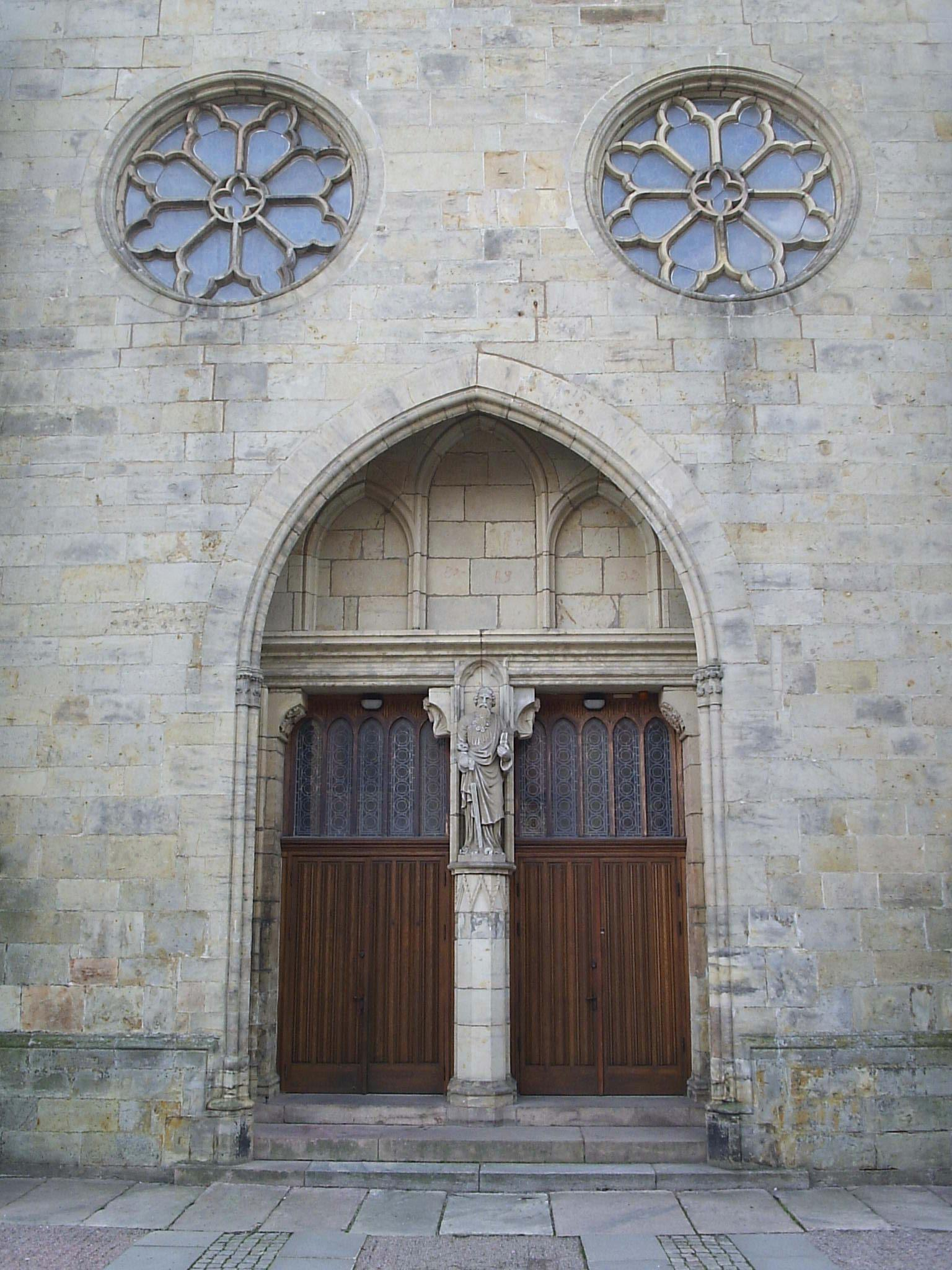
Entrada nord. L'escultura del portal és Sant Pau
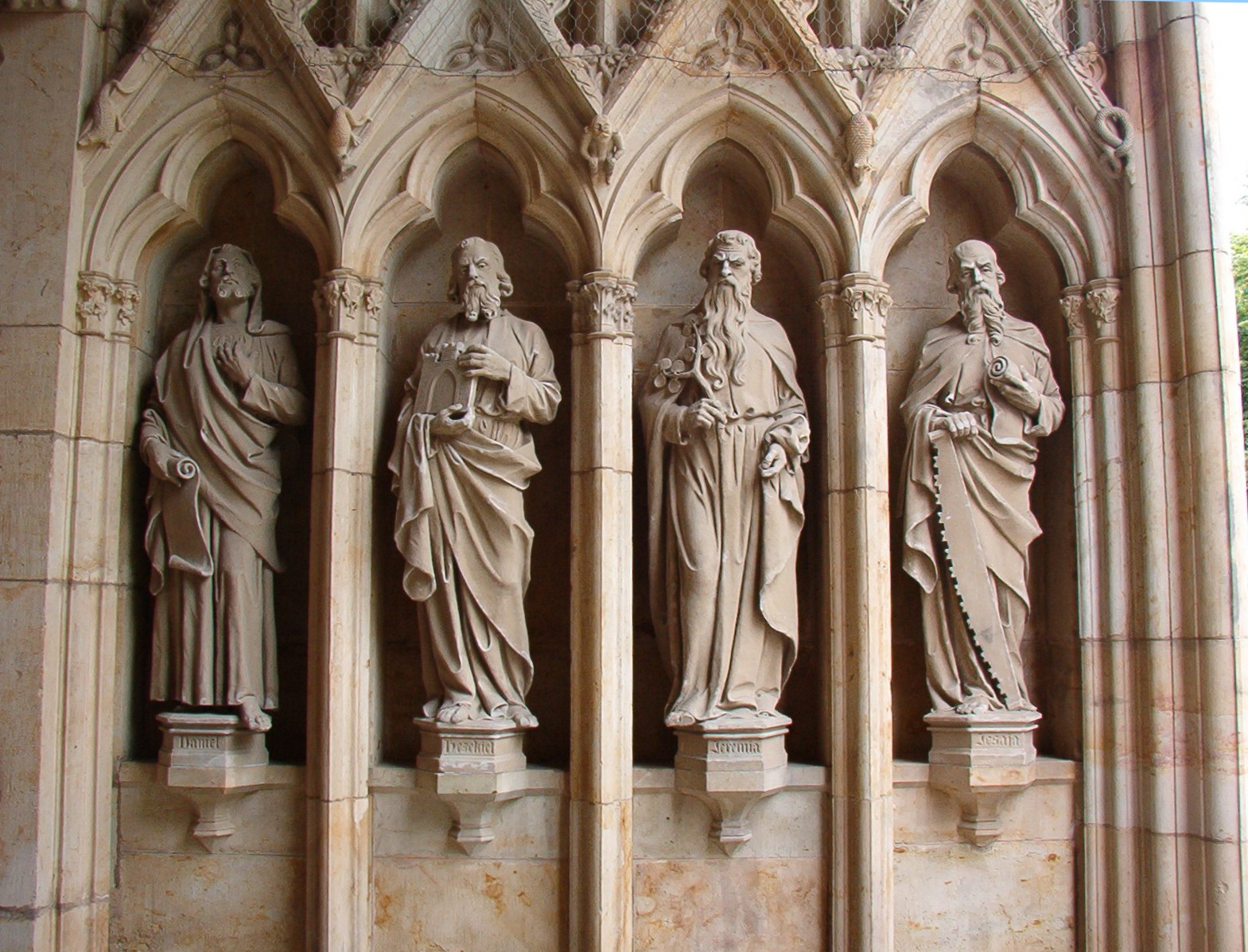
Estàtues dels quatre profetes, pòrtic sud
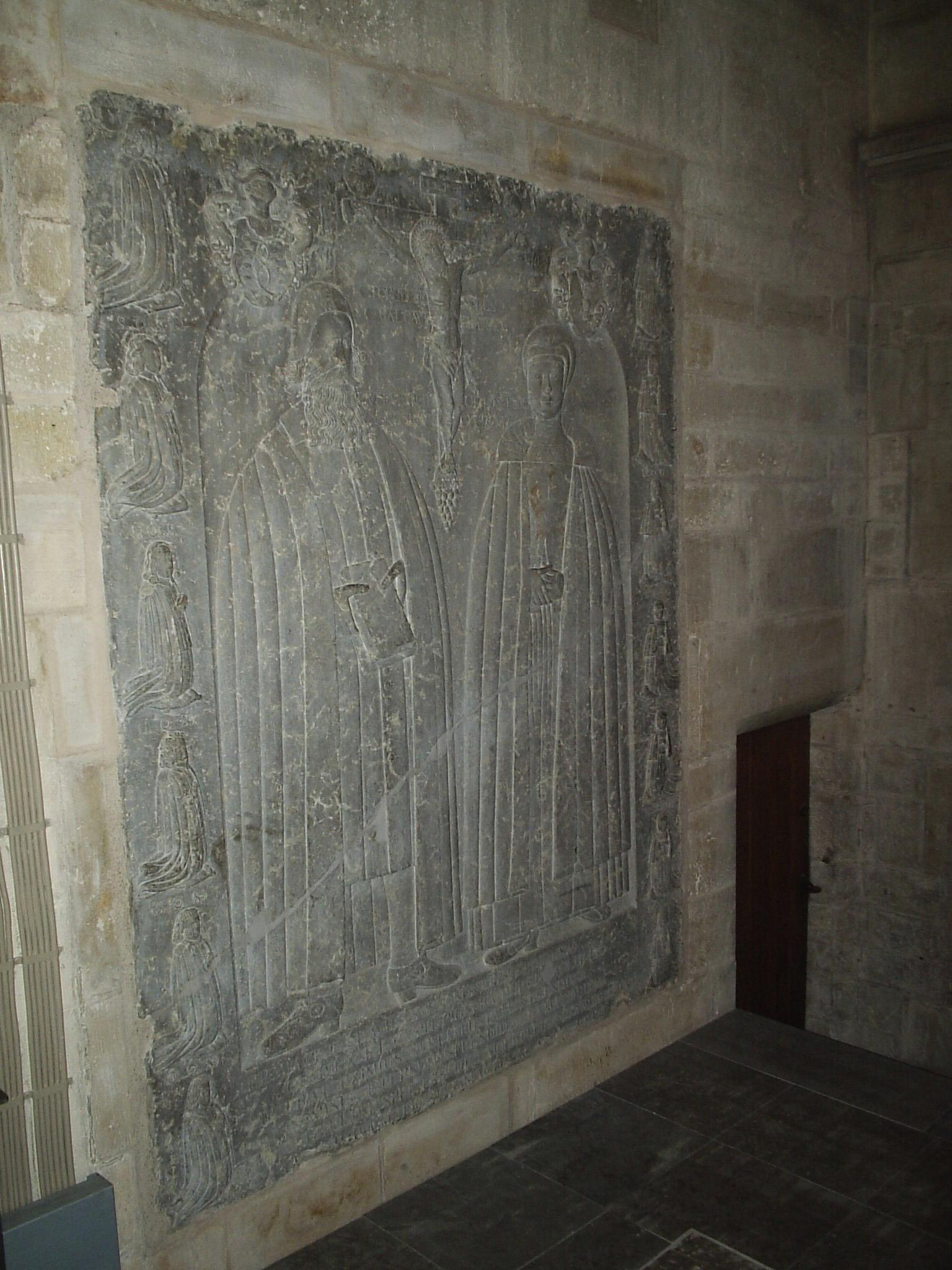
Làpida del bisbe Olof Svensson Fristadius, mort el 1654
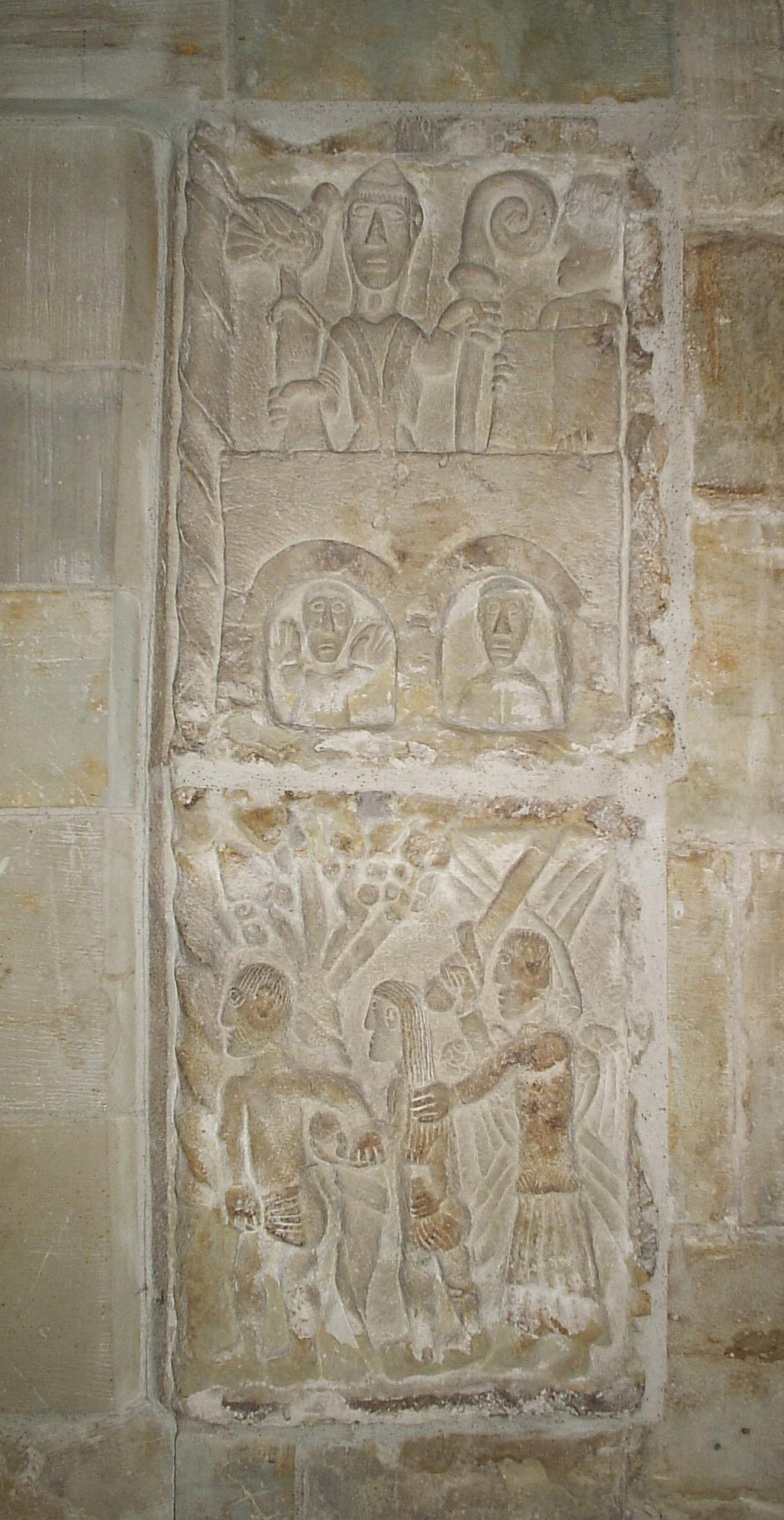
Relleus en pedra, vers el 1100.